# Línea de universo

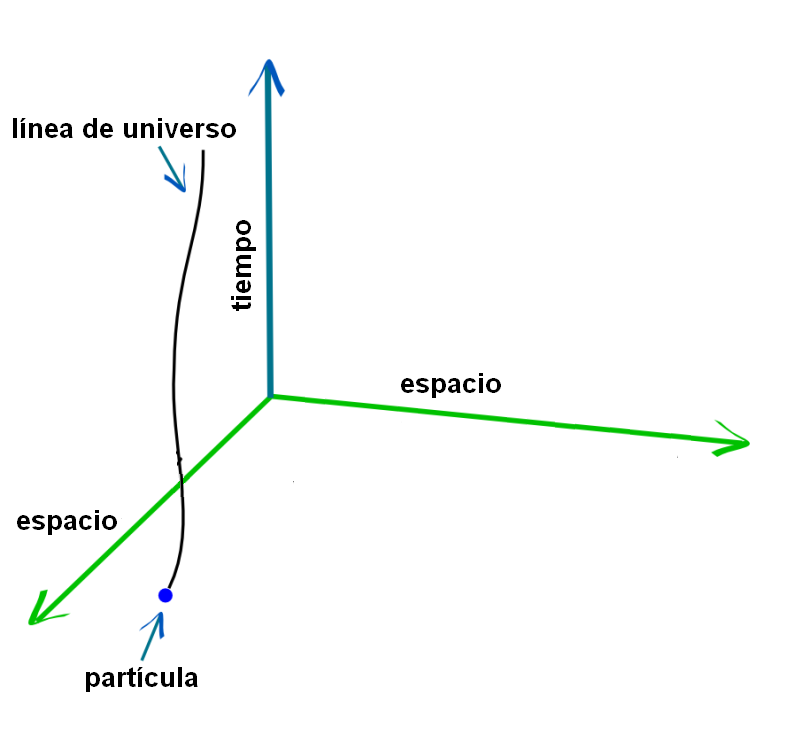
Representación de la línea de universo de una partícula. Como no es posible reproducir un espacio-tiempo de cuatro dimensiones, en la figura se representa solo la proyección sobre 2 dimensiones espaciales y una temporal.

La línea de universo de una partícula es la trayectoria que sigue dicha partícula en el espacio-tiempo de cuatro dimensiones. El concepto de líneas de universo en física fue introducido por Albert Einstein y el término es común actualmente en la teoría de la relatividad. 
El concepto de línea de universo es una forma geométrica que representa una sucesión causal de acontecimientos y no está restringido a ninguna teoría específica. Incluso el término ha sido usado en sentido artístico-humorístico; el físico George Gamow tituló su autobiografía My World Line : An Informal Autobiography ('Mi línea de universo: Una autobiografía informal').

## Líneas de universo y trayectorias espaciales
Intuitivamente la trayectoria ordinaria de una partícula en el espacio tridimensional es la proyección de la trayectoria espaciotemporal sobre el espacio de tres dimensiones. Conviene notar que la trayectoria tridimensional y la línea de universo pueden parecer muy diferentes. Así, por ejemplo, la trayectoria espacial de la tierra está muy cerca de ser un círculo, sin embargo, su trayectoria espaciotemporal o línea de universo no es cerrada, sino que, de hecho, es una línea de mínima curvatura, o línea geodésica, dentro del espacio-tiempo curvado.
- Datos: Q856292